# Cannes-Écluse
Cannes-Écluse település Franciaországban, Seine-et-Marne megyében. Lakosainak száma 2742 fő (2022. január 1.). Cannes-Écluse Marolles-sur-Seine, Varennes-sur-Seine, La Brosse-Montceaux, Esmans és Montereau-Fault-Yonne községekkel határos.

## Népesség
A település népességének változása:
| Lakosok száma | 2580 | 2505 | 2527 | 2466 | 2472 | 2482 | 2575 | 2659 | 2742 |
|               | 2013 | 2015 | 2016 | 2017 | 2018 | 2019 | 2020 | 2021 | 2022 |